# Riccardo Petrella
Riccardo Petrella, né le 5 août 1941 à La Spezia, en Ligurie, est un politologue et économiste italien, titulaire d'un doctorat en sciences politiques et sociales de l'université de Florence (Italie). Enseignant à l'université catholique de Louvain, il s'inscrit dans une tradition qui fusionne le christianisme, le personnalisme et le solidarisme. Il a notamment fondé en 1991 le groupe de Lisbonne ; composé de vingt-et-un membres universitaires, dirigeants d'entreprises, journalistes et responsables culturels, pour promouvoir des analyses critiques des formes actuelles de la mondialisation.

## Biographie
Riccardo Petrella a été nommé docteur honoris causa de l'université d'Umeå, de l'université de Roskilde, de la Katholieke Universiteit Brussel, de la Faculté polytechnique de Mons, de l'Institut polytechnique de Grenoble et de l'université du Québec à Montréal.
De 1967 à 1975 il a été secrétaire scientifique puis directeur du Centre européen de coordination de recherche en sciences sociales, à Vienne (Autriche). De 1976 à 1978 il a été senior researcher au Conseil international des sciences sociales à Paris (France) et au Ford Foundation Fellow.
De décembre 1978 à 1994, il a dirigé le programme FAST (« Forecasting and Assessment in Science and Technology ») à la Commission européenne de la Communauté européenne à Bruxelles (Belgique).
À partir de 1982 il a été Professeur invité puis Professeur extraordinaire à l'université catholique de Louvain (Belgique) où il a enseigné surtout la « Mondialisation de l'économie ». Depuis 2006 il a été admis à l'éméritat. Il a été également professeur invité de la VUB (Vrije Universiteit Brussel) de 1999 à 2005.
Il est professeur d'écologie humaine à l'Accademia di Architettura de Mendrisio (Suisse).
De juin 2005 à décembre 2006, il a été président de l'aqueduc des Pouilles (Italie).
Il a fondé en 1991 le groupe de Lisbonne.
À partir du « Manifeste de l'Eau », il a fondé en 1997 le Comité international pour un contrat mondial de l'eau (dont il est le secrétaire général).
À partir de 2003, il est l'initiateur de l'Université du Bien Commun dont les travaux à titre expérimental ont débuté en Italie (Faculté de l'Eau), en Belgique (Faculté de l'Altérité) et en France.

## La défense du droit universel et prioritaire à l'accès à l'eau
Petrella constate qu'alors que la désertification, la salinisation, la destruction des zones humides, l'épuisement des nappes phréatiques augmentent, les difficultés ou l'impossibilité d'accéder à l'eau sont sources croissantes de conflits (« guerres de l'eau » en Asie Mineure, au Moyen-Orient et en Asie ; violents conflits de rue à Karachi en 1998 après 48 heures d'arrêt de distribution d'eau ; un million de personnes meurent presque de faim et de soif en Papouasie-Nouvelle-Guinée lors de la sécheresse de 1997 alors qu'à Manille 40 % de la population est assoiffée quand 50 % de l'eau est perdue via les fuites du réseau et se pollue en se mélangeant avec les eaux usées qui ne sont pas traitées faute de système d'assainissement). L'eau accessible est partout polluée à très polluée et l'eau potable est largement gaspillée (par exemple dans les toilettes ou via les fuites de réseaux).
Dans les années 1990, R. Petrella s'implique fortement dans la protection de l'eau, d'abord autour de l'idée d'un Manifeste (mondial) de l'eau (initiative du Groupe de Lisbonne et de la fundaçào Mario Soares, soutenue par le Comité Promoteur mondial pour le contrat de l'eau, présidé par Mario Soares et réunissant des responsables africains, sud-américains, asiatiques et d'Europe de l'Ouest), qui pose comme principe que l'eau est un bien commun, qu'elle relève de la citoyenneté, de l'écocitoyenneté et de la démocratie, et en particulier que « Toute politique de l'eau implique un haut degré de démocratie au niveau local, national, continental, mondial » (« L'accès à l'eau passe nécessairement par le partenariat : il est temps de dépasser les logiques des « seigneurs de la guerre » et des conflits économiques pour l'hégémonie et la conquête des marchés », précise un des sous-titres du manifeste) et que le « droit à l'eau » est un droit inaliénable individuel et collectif.
R. Petrella a pour cela fondé en 1997 le Comité international pour un contrat mondial de l'eau, dont il est le secrétaire général. 
Il estime que les partenariats pour l'eau ne doivent pas être formels et basés sur des logiques commerciales et d'intérêts privés ou sur la compétition pour la ressource et la conquête du marché de l'eau, menée aujourd'hui par les grandes entreprises françaises de l'eau (Suez, Veolia) car l'eau est bien plus qu'un bien économique et un bien marchand. Elle nécessite un objectif d'accès à la ressource pour tous et de gestion intégrée et restauratoire, durable et solidaire des ressources en eau.
R. Petrella s'inquiète de voir les services publics délivrant ou traitant les eaux rapidement passer peu à peu sous le contrôle d'entreprises privées, contrôlant une grande partie des ressources les plus vitales (l'or bleu) : à la fin des années 1990, il citait Bechtel basée aux États-Unis, ou encore la Lyonnaise des eaux basée en France (qui en 1997 et 1998 décroche des contrats de gestion de l'eau pour dix des grandes villes du monde[réf. nécessaire]). Il dénonce l'abandon de la gestion locale de l'eau au profit d'une prise de pouvoir de nouveaux « seigneurs » pour qui l'eau sera source de puissance, de richesse et de domination.
Il a proposé un Contrat mondial de l'eau reposant sur le principe que l'eau appartient à tous les habitants de la terre et qu'elle leur est – comme l'air – vitalement nécessaire (humains et non-humains). Ces deux mêmes principes ont été invoqués par Henry George dans son système pour « faire de la terre un bien commun », la possession privée de celle-ci n'ayant « pas plus de base logique ou morale que la possession privée de l'air ». Le contrat proposé par Petrella a un double objectif :
- accès de base à l'eau (considérée comme bien public) pour tous et chacun
- gestion solidaire et soutenable de l'eau, impliquant un devoir de solidarité et de cohérence mondiale et locale, respectant les libertés et les droits des générations futures et de protection et de respect envers l'écosystème Terre.

Dix ans plus tard, il estime que le monde est victime d'une mystification mondiale initiée par les lobbies industriels de l'eau, et en particulier par de grandes entreprises françaises de l'eau. Elles ont convaincu la banque mondiale et les gouvernements qu'il n'y a que l'argent qui commandera un comportement rationnel des individus, et que donner un prix à l'eau et la privatiser était un moyen de mieux la gérer et protéger. L'industrie a fait valoir l'intérêt d'un « partenariat public-privé » (PPP) où le public fixe les règles, mais où le public se prive ainsi des taxes qui finançaient autrefois les grandes infrastructures de l'eau. Petrella dénonce le fait que les aqueducs, barrages, zones humides, etc., ne risquent d'être financés et entretenus par le privé que pour les plus riches, car la logique du privé est celle d'un retour sur investissement élevé et rapide, qui implique donc une marchandisation accrue de l'eau. Petrella dénonce aussi le fait que les Forums mondiaux de l'eau et le Conseil mondial de l'eau ont été créés par des entreprises privées (présidé en 2009 par le président de la société française Eau de Marseille, dont le capital est en fait en grande partie possédé par Suez et Veolia).
Petrella note aussi que nous payons le coût des tuyaux et de la distribution, et non la valeur réelle (peut-être inestimable) des services écologiques qui entretiennent le cycle de l'eau et son épuration par les écosystèmes. C'est en outre le consommateur final qui - de plus en plus - paye l'eau, indépendamment de la manière dont il va ou non la gaspiller et la salir. Les lobbies de l'eau ont selon Petrella fait croire au monde que « l'eau finance l'eau » (comme si l'hôpital pouvait financer l'hôpital ajoute-t-il), alors que l'abandon de la fiscalité appauvrit les collectivités qui ont confié la gestion de l'eau au privé, se privant de la capacité d'un financement partagé et équilibré (sans objectif vénal) du bien commun essentiel à la vie qu'est l'eau.
Petrella estime que les promoteurs de la privatisation de l'eau et du PPP se trompent et trompent les citoyens en affirmant que c'est le souci de l'économie d'argent qui guide nos actes. Il en veut pour exemple l'usage commun, bien que totalement irrationnel, de l'eau potable dans les chasses d'eau des toilettes (30 à 40 % de la consommation d'un ménage ayant un mode de vie occidental, soit rien que pour l'Italie une consommation annuelle équivalente au besoin annuel total en eau potable de toute l'Afrique !). Même sans rapidement utiliser les toilettes sèches qui existent, et qui seraient encore moins chères, l'utilisation d'eaux grises ou résiduelles permettraient d'économiser chaque année des milliards de litres d'eau potable.
Le second sommet mondial de la terre (Johannesburg, 2002) a surtout été consacré à l'eau, mais via les partenariats public-privé en 2009, et R. Petrella et ses partenaires ne constatent pas de progrès significatif et militent toujours pour que chacun ait un droit minimal d'accès à l'eau, car en 2009, alors qu'il faut faire subsister environ 7 milliards d'humains, selon l'ONU : 
- près de 400 millions d'humains sont desservis en eau par le privé (pour près de la moitié par des entreprises françaises ou leurs filiales) ;
- près de 3 milliards de gens ne disposent pas de latrines et sont ainsi gravement exposés aux maladies hydriques, tout en polluant l'eau ;
- 2 milliards de gens n'ont simplement pas accès à une eau potable ;
- la pollution générale des sols, rivières et mers progresse, ainsi que la désertification.

Petrella dit que l'eau – comme d'autres problèmes écologiques – va s'imposer comme problème prioritaire pour le monde, et que, bien que des solutions soient connues et applicables, l'énergie (pétrole, gaz, charbon, nucléaire) reste (avec en 2009 la crise financière et économique) en tête des agendas des gouvernants. Avec Petrella, Maude Barlow ajoute que notre mauvaise gestion de l'eau (via la déforestation, l'irrigation, le drainage irrationnels et la désertification notamment) exacerbe en outre les dérèglements climatiques et leurs effets.
En 2009, Petrella propose donc aux citoyens de rédiger collaborativement un mémorandum (ou protocole, ou pacte mondial pour l'eau, que le Parlement européen accepte d'accompagner), qui ne serait pas une obligation mais une forme de programme citoyen, devançant celui des gouvernements qui peinent à s'accorder sur cette question (il existe une convention mondiale sur la biodiversité et une convention et un protocole sur le climat, mais non sur l'eau, les sols ou la forêt).
Petrella en appelle aussi aux dirigeants et responsables : « faire la paix avec l'eau » implique de transcender les frontières, les adversités politiques et certains aspects des souverainetés nationales qui ont été un progrès pour la paix au XIXe siècle, mais qui s'opposent aujourd’hui gravement à une gestion commune des ressources naturelles vitales, et deviennent une source d'injustice, d'accroissement des inégalités et de mauvaise gestion des ressources. Les ressources naturelles doivent être considérées comme un bien commun de l'humanité. Petrella s'étonne qu'alors qu'on a presque tout mondialisé (les transports, le commerce, l'agriculture, la culture, la finance…), on ne soit toujours pas capable de garantir un accès équitable aux ressources. Il propose une nouvelle « souveraineté partagée et responsable » vis-à-vis de l'eau et des ressources naturelles.

## Petrella défenseur du bien public
Ses prises de position plus générales contre la marchandisation du monde et pour la défense du bien commun contre la privatisation des ressources vitales pour l'homme (l'eau en particulier), ou encore du revenu d'existence accordé à tous les citoyens sans conditions, en font au début du XXIe siècle une des figures emblématiques de l'altermondialisme.

## Ouvrages
- La Renaissance des cultures régionales en Europe, 1978
- Limites à la compétitivité, 1995
- Le Bien commun : éloge de la solidarité, édition Labor, coll. « Quartier libre », 1996  (ISBN 9782804011109)
- (sous la direction de), L'Eau : res publica ou marchandise ?   (2003)
- Le Manifeste de l'eau, 1998
- Désir d'humanité : le droit de rêver, 2004
- Pour une nouvelle narration du monde, 2007
- Au nom de l'humanité, 2015